# Oslobodilačka vojska Kosova
Oslobodilačka vojska Kosova (OVK) ili UÇK (alb. Ushtria Çlirimtare e Kosovës), bila je albanska paravojna organizacija, koja se izborila za neovisnost Kosova od Srbije.
Osnovana je 1994., a prvi put u javnost je izašla 1996. godine. Cilj joj je bio neovisno Kosovo za ispunjenje kojega se koristila  različitim sredstvima oružane borbe protiv srbijanske policije i vojske. Osnivač i vođa OVK sve do smrti 1998. godine bio je Adem Jashari, a poslije njega do raspuštanja 1999. Hashim Thaçi.
OVK se među kosovskim Albancima slavi kao oslobodilački pokret, a u dijelu zapadne javnosti je za vrijeme Rata na Kosovu stekla nadimak „Vietkong Europe” ili „Vietkong Balkana”. Sa srbijanske strane, OVK je bila čest predmet optužbi za terorističke metode borbe, ratne zločine, kao i za povezanost s organiziranim kriminalom (ponajprije trgovinom drogom). Optuživalo ju se da je svoju gerilsku borbu finacirala upravo trgovinom drogom.  Nadalje, postoje tvrdnje kako OVK - iako službeno raspuštena - i dalje postoji kao kadrovska podloga za nezakonite paravojne postrojbe Albanaca u inim državama, odnosno da je sudjelovala u preševskome sukobu i albansko-makedonskomu sukobu. Krajem 2010. godine u Vijeću Europe  predstavljeno[Tko ga je predstavio?] je izvješće u kojemu se navodi kako su krajem 1999. godine vođe OVK organizirale otmice Srba kojima su u Albaniji (u tzv. „Žutoj kući”) vađeni organi. Sud u Prištini je 2013. godine zbog trgovine organima osudio petoricu kosovskih Albanaca.